# Núcleo mesencefálico del nervio trigémino
El núcleo mesencefálico del nervio trigémino está involucrado con la propiocepción refleja del periodonto y de los músculos de la masticación en la mandíbula con la función de evitar morder lo suficiente fuerte como para perder un diente. Para mantener esta función protectora refleja, los nervios mecanorreceptivos en el ligamento periodontal perciben el movimiento del diente y mandan información hacia el núcleo mesencefálico. Del mismo modo, las fibras aferentes de los husos musculares, los órganos sensoriales del músculo esquelético, son estimuladas por el estiramiento que produce la contracción fuerte de los músculos de la mandíbula. Las articulaciones temporomandibulares y los órganos del tendón de Golgi de los músculos de la mandíbula no mandan información alel núcleo mesencefálico. El núcleo mesencefálico es uno de los cuatro núcleos del nervio trigémino, tres sensoriales y uno motor. Los otros dos núcleos sensoriales son el núcleo sensorial principal que actúa sobre el tacto facial consciente y el núcleo trigémino espinal, que actúa sobre el dolor y la temperatura en la cabeza, y es importante en el dolor de cabeza. El núcleo motor trigémino inerva los músculos de la masticación, el milohioideo, la parte anterior del digástrico, el tensor velo palatino y el tensor del tímpano. 
A diferencia de muchos núcleos dentro del sistema nervioso central (SNC), el núcleo mesencefálico no contiene sinapsis químicas pero está acoplado eléctricamente. Las neuronas de este núcleo son pseudounipolares que reciben información propioceptiva de la mandíbula y envían proyecciones al núcleo motor trigémino para mediar los reflejos de la mandíbula monosináptica. 
El núcleo mesencefálico es la única estructura en el sistema nervioso central que contiene los cuerpos celulares de las neuronas sensoriales de primer orden. Por lo tanto, el núcleo mesencefálico puede considerarse funcionalmente como un ganglio sensorial incrustado dentro del tronco encefálico, lo que lo hace neuroanatómicamente único. [cita requerida]   .

## Desarrollo
Las neuronas pseudounipolares en el núcleo mesencefálico se derivan embriológicamente de la cresta neural. Sin embargo, en lugar de unirse al ganglio trigémino, las neuronas migran hacia el tronco encefálico. 

## Significación clínica
Clínicamente, debido a su función refleja, el núcleo mesencefálico se puede probar con el reflejo de la mandíbula. Debido a su función en la propiocepción oral, las lesiones del núcleo mesencefálico trigémino causan efectos en la alimentación. El núcleo mesencefálico puede considerarse simplemente como el "núcleo que conserva los dientes" al evitar que uno muerda lo suficiente fuerte como para perder un diente en alimentos que contienen, por ejemplo hueso, semillas de cereza, albaricoques, etc. 